# Mohamed Bu Sakher
Mohamed Bu Sakher (arab. محمد بو صخر; ur. 15 lipca 1968) – kuwejcki judoka. Olimpijczyk z Atlanty 1996, gdzie zajął 31. miejsce w wadze półciężkiej.
Uczestnik mistrzostw świata w 1995 i 1997 roku. 

## Letnie Igrzyska Olimpijskie 1996
| Konkurencja | Eliminacje          | Klas. końcowa |
| Konkurencja | Przeciwnik I        | Miejsce       |
| ----------- | ------------------- | ------------- |
| 71 kg       | Semir Pepic (SVK) P | 31.           |